# Eros Riccio
Eros Riccio (* 1. Dezember 1977 in Lucca, Toskana) ist ein italienischer Fernschachspieler.
Seit 2010 trägt er den Titel Großmeister im Fernschach. Im Fernschach ist er Vizeeuropameister und erhielt die Olympiabronze mit der italienischen Nationalmannschaft. Er ist Meister des Online-Fernschach-Servers FICGS und Autor eines Buches über Schacheröffnungen.

## Schachkarriere
Riccio gewann eine italienische Meisterschaft im E-Mail-Schach und drei italienische Meisterschaften im Fernschach.
Am ersten Brett der italienischen Nationalmannschaft nahm er an vielen Fernschachturnieren teil. Bei der siebten Europameisterschaft erzielte er mit Italien Silber und bei der XVII. Olympiade mit Italien Bronze.
Er ist besonders erfolgreich bei Freistil-Schach-Turnieren (Advanced-Chess-Variante). Nach dem Sieg beim 8. PAL/CSS Freestyle Turnier gewann er viele Turniere dieser Ausrichtung, an denen er teilnahm (Welcome Freestyle Tournament, Christmas Freestyle Tournament, l. IC Freestyle Masters, 1. Infinity Freestyle Tournament). Infinity Chess hat eine Rangliste für Zentauren entwickelt, mit dem ersten Platz für Eros Riccio (Sephiroth) bei 2755 Elo-Punkten.
Im Jahr 2009 besiegte er „Rechenschieber“, die Cluster des Rybka-Teams, ein aus 55 High-Speed-Computern zusammengesetzter Rechner, und des Zentauren „Highendman“, welcher der einzige vor ihm war, der die Rybka-Cluster besiegen konnte.
Mit FICGS gewann er den ersten und dritten Freestyle Chess Cup und vor allem 14 aufeinanderfolgende Weltmeisterschaften.
Riccio war auch im Nahschach aktiv, wird aber als inaktiv geführt. Zuletzt spielte er im Juli 2011 bei einem Turnier in Montecatini Terme Elo-gewertete Partien.